# Styloceras
Styloceras je rod vyšších dvouděložných rostlin z čeledi zimostrázovité. Zahrnuje 6 druhů, rozšířených povětšině v jihoamerických Andách. Jsou to stálezelené stromy s tuhými listy a nápadně tvarovanými plody.

## Popis
Zástupci rodu Styloceras jsou stálezelené stromy se střídavými, kožovitými, jednoduchými listy. Čepel listů je celistvá, na okraji celokrajná, se zpeřenou nebo od báze dlanitě trojžilnou (triplinervní) žilnatinou. Palisty chybějí. Květy jsou jednopohlavné. Samčí květy jsou většinou uspořádány v klasech a obsahují větší počet (6 až 30) tyčinek. Samičí květy jsou redukovány na jediný nahý semeník se 2 nebo 3 dlouhými zahnutými čnělkami na vrcholu. Semeník je srostlý ze 2 nebo 3 plodolistů a obsahuje 2 nebo 3 komůrky. Každá z komůrek je sekundárně rozdělena falešnou přepážkou na 2 oddělení, z nichž každé obsahuje po 1 vajíčku. Plodem je dužnatá, nepukavá peckovice, zakončená na vrcholu dlouhými a nápadnými, vytrvalými čnělkami.

## Rozšíření
Rod Styloceras zahrnuje 6 druhů. Je rozšířen v Jižní Americe. Většina druhů je svým výskytem vázána na Andy od Kolumbie po Peru. Jediný druh (Styloceras brokawii) se vyskytuje v nížinné Amazonii v Peru, odkud byl popsán v roce 1981.

## Taxonomie
Rod Styloceras byl v některých systémech oddělován do samostatné čeledi Stylocerataceae. V roce 1859 byl z Bolívie popsán druh Styloceras macrostachyum, vzápětí se zjistilo že se vůbec nejedná o Styloceras a v roce 1865 byla tato rostlina přeřazena do čeledi pryšcovité (Euphorbiaceae) pod názvem Aparisthmium cordatum.